# Mama Diop
Pour les articles homonymes, voir Diop.
Mama Diop, née le 9 octobre 1994 à Guéréo au Sénégal, est une footballeuse internationale sénégalaise évoluant au poste d'attaquante.

## Carrière

### En club
Mama Diop joue au Football Club féminin condéen de 2016 à 2017, à l'Orvault Sports Football de 2017 à 2019, au Toulouse FC en 2019, à Arras Football Club féminin devenu Racing Club de Lens de 2019 à 2022. En 2021-2022, elle dispute 22 matchs et termine co-meilleure buteuse du groupe A avec 15 réalisations. En juin 2022, elle devient joueuse de l'Olympique de Marseille.
En juillet 2025, elle devient joueuse du RC Strasbourg.

### En sélection
Elle fait partie de l'équipe du Sénégal quart-de-finaliste de la Coupe d'Afrique des nations féminine 2022 et participe à la Coupe d'Afrique des nations féminine 2024.

## Palmarès
- Championnat de France D2
  - Championne en 2025 avec l'Olympique de Marseille